# ليون (مصارعة محترفة)
ليون (باليابانية: Leon) هي مصارعة محترفة يابانية، ولدت في 2 يوليو 1980 في ناميريكاوا في اليابان.

## وصلات خارجية
- ليون على موقع CageMatch worker (الإنجليزية)
- الموقع الرسمي